# Walipini

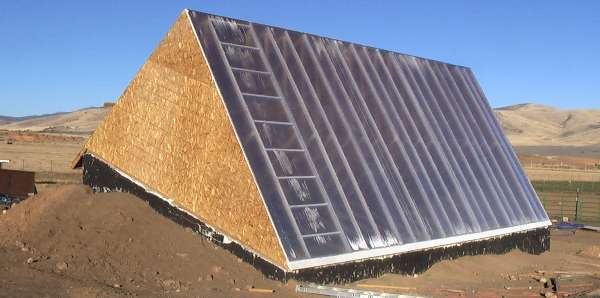
Walipini

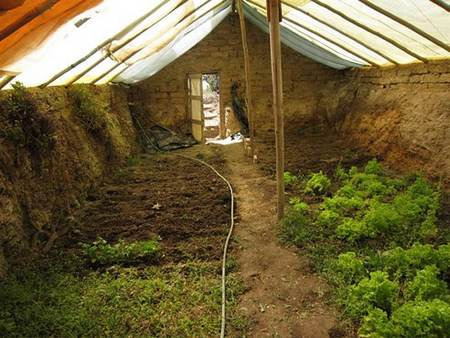
O interior de um walipini.

Um walipini é uma estufa fria protegida pela terra. O seu nome deriva das línguas aimarás. É semelhante em conceito ao cova de ananás que era usado, como o nome indica, para cultivar ananás e outras frutas exóticas na Grã-Bretanha da era vitoriana e nas planícies frias da Rússia pré-revolução.
Na era soviética, técnicas semelhantes foram desenvolvidas para cultivar frutas cítricas (laranjas, limões, tangerinas, toranjas, limas, pomelos) em temperaturas de menos 30 graus Celsius. Em 1950, a União Soviética ostentava 30.000 hectares de plantações de citrinos, produzindo 200.000 toneladas de frutos por ano.
O walipini é atraente para praticantes de permacultura e do movimento de sustentabilidade porque permite que as plantações sejam cultivadas em ambientes semelhantes a estufas, exigindo pouco ou nenhum aquecimento.